# Liste des monuments historiques de l'Isère
Cet article recense les monuments historiques de l'Isère, en France.

## Statistiques
Au 21 juillet 2025, l'Isère compte 334 édifices comportant au moins une protection au titre des monuments historiques, dont 122 sont classés et 234 sont inscrits. Le total des monuments classés et inscrits est supérieur au nombre total de monuments protégés car plusieurs d'entre eux sont à la fois classés et inscrits.
- Haut – A
- B
- C
- D
- E
- F
- G
- H
- I
- J
- K
- L
- M
- N
- O
- P
- Q
- R
- S
- T
- U
- V
- W
- X
- Y
- Z

## Liste
Du fait du nombre de protections dans certaines communes, celle-ci font l'objet d'un article dédié :
- pour Crémieu, voir la liste des monuments historiques de Crémieu
- pour Grenoble, voir la liste des monuments historiques de Grenoble
- pour La Côte-Saint-André, voir la liste des monuments historiques de La Côte-Saint-André
- pour Vienne, voir la liste des monuments historiques de Vienne

| Monument                                                                  | Commune                                             | Adresse                                                     | Coordonnées                                                 | Notice                                                      | Protection                                                  | Date                                                        | Illustration |
| ------------------------------------------------------------------------- | --------------------------------------------------- | ----------------------------------------------------------- | ----------------------------------------------------------- | ----------------------------------------------------------- | ----------------------------------------------------------- | ----------------------------------------------------------- | --- |
| Manoir de la Bâtie                                                        | Agnin                                               |                                                             | 45° 20′ 18″ nord, 4° 51′ 38″ est                            | « PA00117114 »                                              | Inscrit                                                     | 1979                                                        | Image manquante Téléverser |
| Château de l'Albe (ou de l'Alba)                                          | L'Albenc                                            |                                                             | 45° 13′ 37″ nord, 5° 26′ 32″ est                            | « PA00117115 »                                              | Inscrit                                                     | 1978                                                        | Château de l'Albe (ou de l'Alba) |
| Château d'Anjou                                                           | Anjou                                               |                                                             | 45° 21′ 00″ nord, 4° 52′ 55″ est                            | « PA38000029 »                                              | Inscrit                                                     | 2009                                                        | Image manquante Téléverser |
| Éperon barré d'Annoisin-Chatelans                                         | Annoisin-Chatelans                                  | Le Devend La Larinaz Charbonnier                            | 45° 47′ 24″ nord, 5° 18′ 00″ est                            | « PA00117116 »                                              | Inscrit                                                     | 1983                                                        | Image manquante Téléverser |
| Forges de Bonpertuis                                                      | Apprieu                                             |                                                             | 45° 23′ 49″ nord, 5° 31′ 44″ est                            | « PA38000013 »                                              | Inscrit                                                     | 2003                                                        | Forges de Bonpertuis |
| Villa gallo-romaine de Passins                                            | Arandon-Passins                                     | Lieu-dit Le village                                         | 45° 41′ 18″ nord, 5° 25′ 56″ est                            | « PA00117235 »                                              | Inscrit                                                     | 1985                                                        | Villa gallo-romaine de Passins |
| Château d'Amblérieu                                                       | La Balme-les-Grottes                                |                                                             | 45° 50′ 13″ nord, 5° 19′ 40″ est                            | « PA00117117 »                                              | Inscrit                                                     | 1977                                                        | Image manquante Téléverser |
| Château de Salette                                                        | La Balme-les-Grottes                                |                                                             | 45° 51′ 37″ nord, 5° 19′ 27″ est                            | « PA38000001 »                                              | Inscrit                                                     | 2022                                                        | Image manquante Téléverser |
| Château du Fayet                                                          | Barraux                                             |                                                             | 45° 25′ 03″ nord, 5° 58′ 20″ est                            | « PA00117118 »                                              | Inscrit                                                     | 1988                                                        | Château du Fayet |
| Fort Barraux                                                              | Barraux                                             |                                                             | 45° 26′ 09″ nord, 5° 59′ 14″ est                            | « PA00117119 »                                              | Classé                                                      | 1990                                                        | Fort Barraux |
| Église de l'Assomption de Beauvoir-de-Marc                                | Beauvoir-de-Marc                                    |                                                             | 45° 30′ 54″ nord, 5° 04′ 51″ est                            | « PA00117120 »                                              | Classé                                                      | 1958                                                        | Image manquante Téléverser |
| Château de Beauvoir                                                       | Beauvoir-en-Royans                                  |                                                             | 45° 07′ 19″ nord, 5° 20′ 18″ est                            | « PA00117121 »                                              | Classé                                                      | 1922                                                        | Château de Beauvoir |
| Château de Belmont                                                        | Belmont                                             |                                                             | 45° 28′ 21″ nord, 5° 22′ 12″ est                            | « PA00117122 »                                              | Inscrit                                                     | 1988                                                        | Image manquante Téléverser |
| Château de Franquières                                                    | Biviers                                             | chemin du Bœuf                                              | 45° 14′ 13″ nord, 5° 48′ 10″ est                            | « PA00117124 »                                              | Inscrit                                                     | 1948                                                        | Château de Franquières |
| Château de Serviantin                                                     | Biviers                                             |                                                             | 45° 14′ 04″ nord, 5° 48′ 33″ est                            | « PA00117123 »                                              | Inscrit                                                     | 1960                                                        | Château de Serviantin |
| Château de Moidière                                                       | Bonnefamille                                        |                                                             | 45° 35′ 45″ nord, 5° 07′ 31″ est                            | « PA00117125 »                                              | Inscrit                                                     | 1983                                                        | Château de Moidière |
| Maison - Balcon en fer forgé                                              | Bourgoin-Jallieu                                    | 13 rue de la République                                     | 45° 35′ 07″ nord, 5° 16′ 36″ est                            | « PA00117126 »                                              | Inscrit                                                     | 1956                                                        | Maison - Balcon en fer forgé |
| Mur de terrasse antique                                                   | Bourgoin-Jallieu                                    | Lieu-dit la Croix Blanche                                   | 45° 36′ 11″ nord, 5° 13′ 45″ est                            | « PA00117127 »                                              | Classé                                                      | 1987                                                        | Mur de terrasse antique |
| Château de Brangues (domaine Paul-Claudel)                                | Brangues                                            |                                                             | 45° 41′ 52″ nord, 5° 31′ 29″ est                            | « PA00117128 »                                              | Inscrit                                                     | 1964 2014                                                   | Château de Brangues (domaine Paul-Claudel) |
| Château de Bressieux                                                      | Bressieux                                           |                                                             | 45° 19′ 21″ nord, 5° 16′ 45″ est                            | « PA00117129 »                                              | Classé                                                      | 1904                                                        | Château de Bressieux |
| Église Saint-Martin de La Buisse                                          | La Buisse                                           | Dans le parc du château de la Buysse, lieu-dit Le Clos      | 45° 20′ 06″ nord, 5° 37′ 23″ est                            | « PA00117130 »                                              | Inscrit                                                     | 1983                                                        | Église Saint-Martin de La Buisse |
| Établissement gallo-romain de La Buisse                                   | La Buisse                                           | Le Clos                                                     | 45° 19′ 58″ nord, 5° 37′ 23″ est                            | « PA00117131 »                                              | Classé                                                      | 1959                                                        | Établissement gallo-romain de La Buisse |
| Château de Pupetières                                                     | Châbons                                             |                                                             | 45° 16′ 24″ nord, 5° 16′ 18″ est                            | « PA00117132 »                                              | Classé                                                      | 1972                                                        | Château de Pupetières |
| Grange de Louisias                                                        | Charavines                                          | Hameau de Louisias (lieu-dit En Falot)                      | 45° 25′ 33″ nord, 5° 31′ 37″ est                            | « PA00117133 »                                              | Classé                                                      | 1986                                                        | Grange de Louisias |
| Maison forte d'Écottier                                                   | Charette                                            |                                                             | 45° 48′ 57″ nord, 5° 21′ 09″ est                            | « PA00117378 »                                              | Inscrit                                                     | 1992                                                        | Image manquante Téléverser |
| Pavillon Falconnier                                                       | Chasse-sur-Rhône                                    | Violans (chemin de) 630                                     | 45° 34′ 23″ nord, 4° 49′ 18″ est                            | « PA38000043 »                                              | Inscrit MH                                                  | 2021                                                        | Image manquante Téléverser |
| Château de Bellegarde                                                     | Chassignieu                                         |                                                             | 45° 30′ 07″ nord, 5° 30′ 25″ est                            | « PA00132972 »                                              | Classé                                                      | 1996                                                        | Château de Bellegarde |
| Église de l'Assomption de Châtenay                                        | Châtenay                                            | au bourg                                                    | 45° 19′ 10″ nord, 5° 13′ 47″ est                            | « PA38000015 »                                              | Inscrit                                                     | 2003                                                        | Image manquante Téléverser |
| Usine de moulinage de la soie de la Galicière                             | Chatte                                              | Hameau Saint-Just                                           | 45° 08′ 50″ nord, 5° 16′ 38″ est                            | « PA38000019 »                                              | Inscrit                                                     | 2004                                                        | Usine de moulinage de la soie de la Galicière |
| Prieuré de Chavanoz                                                       | Chavanoz                                            |                                                             | 45° 46′ 39″ nord, 5° 10′ 16″ est                            | « PA00117362 »                                              | Inscrit                                                     | 1990                                                        | Prieuré de Chavanoz |
| Manoir de la tour                                                         | Le Cheylas                                          |                                                             | 45° 22′ 15″ nord, 5° 59′ 22″ est                            | « PA00117134 »                                              | Inscrit                                                     | 1951                                                        | Manoir de la tour |
| Château de Clermont                                                       | Chirens                                             |                                                             | 45° 25′ 03″ nord, 5° 32′ 11″ est                            | « PA00117135 »                                              | Classé                                                      | 1983                                                        | Château de Clermont |
| Motte castrale du Châtelard                                               | Chirens                                             | Lieu-dit Le Châtelard                                       | 45° 25′ 34″ nord, 5° 32′ 02″ est                            | « PA38000022 »                                              | Inscrit                                                     | 2004                                                        | Image manquante Téléverser |
| Prieuré de Chirens                                                        | Chirens                                             |                                                             | 45° 24′ 36″ nord, 5° 33′ 30″ est                            | « PA00117136 »                                              | Classé                                                      | 1973                                                        | Prieuré de Chirens |
| Château de Chonas                                                         | Chonas-l'Amballan                                   | Le Village                                                  | 45° 27′ 39″ nord, 4° 48′ 44″ est                            | « PA38000009 »                                              | Inscrit                                                     | 2000                                                        | Château de Chonas |
| Chaise du Seigneur                                                        | Chozeau                                             | Chemin des Plantiers, Lieu dit « La roche »                 | 45° 41′ 45″ nord, 5° 11′ 49″ est                            | « PA38000026 »                                              | Inscrit                                                     | 2007                                                        | Chaise du Seigneur |
| Château de Poizieu                                                        | Chozeau                                             |                                                             | 45° 42′ 09″ nord, 5° 12′ 56″ est                            | « PA00117137 »                                              | Inscrit                                                     | 1979                                                        | Château de Poizieu |
| Pont Lesdiguières                                                         | Claix (Isère)                                       |                                                             | 45° 07′ 14″ nord, 5° 41′ 47″ est                            | « PA38000028 »                                              | Classé                                                      | 1898                                                        | Pont Lesdiguières |
| Église de l'Assomption de Clelles                                         | Clelles                                             |                                                             | 44° 49′ 40″ nord, 5° 37′ 27″ est                            | « PA00117138 »                                              | Inscrit                                                     | 1977                                                        | Église de l'Assomption de Clelles |
| Séchoir à noix de Cognin-les-Gorges                                       | Cognin-les-Gorges                                   | Lieu-dit La Tour                                            | 45° 10′ 06″ nord, 5° 24′ 36″ est                            | « PA00117363 »                                              | Classé                                                      | 1994                                                        | Séchoir à noix de Cognin-les-Gorges |
| Château de Bouquéron                                                      | Corenc                                              |                                                             | 45° 12′ 53″ nord, 5° 45′ 27″ est                            | « PA00117140 »                                              | Inscrit                                                     | 1988                                                        | Château de Bouquéron |
|                                                                           | La Côte-Saint-André                                 | Voir Liste des monuments historiques de La Côte-Saint-André | Voir Liste des monuments historiques de La Côte-Saint-André | Voir Liste des monuments historiques de La Côte-Saint-André | Voir Liste des monuments historiques de La Côte-Saint-André | Voir Liste des monuments historiques de La Côte-Saint-André | Voir Liste des monuments historiques de La Côte-Saint-André |
| Chapelle Saint-Mamert des Côtes-d'Arey                                    | Les Côtes-d'Arey                                    |                                                             | 45° 26′ 47″ nord, 4° 52′ 30″ est                            | « PA00117149 »                                              | Inscrit                                                     | 1974                                                        | Image manquante Téléverser |
| Château de Beauregard                                                     | Coublevie                                           |                                                             | 45° 21′ 18″ nord, 5° 37′ 34″ est                            | « PA00117150 »                                              | Inscrit                                                     | 1986                                                        | Image manquante Téléverser |
| Château de Lancin                                                         | Courtenay                                           |                                                             | 45° 43′ 35″ nord, 5° 24′ 27″ est                            | « PA38000033 »                                              | Inscrit                                                     | 2014                                                        | Château de Lancin« Arrêté n °2014163-0015 »(Archive.org • Wikiwix • Archive.is • Google • Que faire ?)                                                                                       |
|                                                                           | Crémieu                                             | Voir Liste des monuments historiques de Crémieu             | Voir Liste des monuments historiques de Crémieu             | Voir Liste des monuments historiques de Crémieu             | Voir Liste des monuments historiques de Crémieu             | Voir Liste des monuments historiques de Crémieu             | Voir Liste des monuments historiques de Crémieu |
| Château de Mérieu                                                         | Creys-Mépieu                                        |                                                             | 45° 44′ 11″ nord, 5° 30′ 21″ est                            | « PA00117171 »                                              | Inscrit                                                     | 1987                                                        | Château de Mérieu |
| Abbaye des Ayes                                                           | Crolles                                             | Avenue de l'Abbaye                                          | 45° 16′ 28″ nord, 5° 52′ 44″ est                            | « PA00117364 »                                              | Inscrit                                                     | 1990                                                        | Abbaye des Ayes |
| Château de Crolles                                                        | Crolles                                             |                                                             | 45° 17′ 07″ nord, 5° 53′ 27″ est                            | « PA00117172 »                                              | Inscrit                                                     | 1965                                                        | Château de Crolles |
| Église Saint-Roch de Diémoz                                               | Diémoz                                              |                                                             | 45° 35′ 22″ nord, 5° 05′ 40″ est                            | « PA00117173 »                                              | Inscrit                                                     | 1980                                                        | Église Saint-Roch de Diémoz |
| Chapelle du cimetière de Saint-Jean-le-Fromental                          | Dionay (commune nouvelle de Saint Antoine l'Abbaye) |                                                             | 45° 11′ 42″ nord, 5° 13′ 45″ est                            | « PA00117174 »                                              | Classé                                                      | 1910                                                        | Chapelle du cimetière de Saint-Jean-le-Fromental |
| Château de Dizimieu                                                       | Dizimieu                                            |                                                             | 45° 42′ 21″ nord, 5° 17′ 57″ est                            | « PA00117175 »                                              | Inscrit                                                     | 1988                                                        | Château de Dizimieu |
| Château de Buffières                                                      | Dolomieu                                            |                                                             | 45° 36′ 41″ nord, 5° 29′ 51″ est                            | « PA00117370 »                                              | Inscrit                                                     | 1991                                                        | Château de Buffières |
| Prieuré de Domène                                                         | Domène                                              |                                                             | 45° 12′ 12″ nord, 5° 49′ 59″ est                            | « PA00117176 »                                              | Classé                                                      | 1943                                                        | Prieuré de Domène |
| Fort du Mûrier                                                            | Gières                                              |                                                             | 45° 10′ 24″ nord, 5° 46′ 58″ est                            | « PA00132949 »                                              | Inscrit                                                     | 1994                                                        | Fort du Mûrier |
|                                                                           | Grenoble                                            | Voir Liste des monuments historiques de Grenoble            | Voir Liste des monuments historiques de Grenoble            | Voir Liste des monuments historiques de Grenoble            | Voir Liste des monuments historiques de Grenoble            | Voir Liste des monuments historiques de Grenoble            | Voir Liste des monuments historiques de Grenoble |
| Château d'Herbeys                                                         | Herbeys                                             | le Magay                                                    | 45° 08′ 19″ nord, 5° 47′ 28″ est                            | « PA00117205 »                                              | Inscrit Classé                                              | 1948 1949                                                   | Château d'Herbeys |
| Éperon barré d'Hières-sur-Amby - Site de Larina                           | Hières-sur-Amby                                     | lieu-dit "Le Dozier"                                        | 45° 47′ 35″ nord, 5° 18′ 00″ est                            | « PA00117206 »                                              | Classé                                                      | 1983                                                        | Éperon barré d'Hières-sur-Amby - Site de Larina |
| Ferme de la Balmetière                                                    | Hières-sur-Amby                                     | Rue de la Poste                                             | 45° 47′ 54″ nord, 5° 17′ 48″ est                            | « PA00135642 »                                              | Inscrit                                                     | 1995                                                        | Ferme de la Balmetière |
| Site minier de Brandes                                                    | Huez                                                | Lieu-dit de Brandes                                         | 45° 05′ 08″ nord, 6° 05′ 07″ est                            | « PA00125738 »                                              | Classé                                                      | 1993 1995 2014                                              | Site minier de Brandes |
| Chapelle Saint-Germain de L'Isle-d'Abeau                                  | L'Isle-d'Abeau                                      |                                                             | 45° 36′ 59″ nord, 5° 12′ 18″ est                            | « PA00117207 »                                              | Inscrit                                                     | 1954                                                        | Image manquante Téléverser |
| Établissement antique du Gua                                              | L'Isle-d'Abeau                                      | Rue du Gâ                                                   | 45° 36′ 51″ nord, 5° 13′ 02″ est                            | « PA00117366 »                                              | Inscrit                                                     | 1989                                                        | Image manquante Téléverser |
| Château de Bon Repos                                                      | Jarrie                                              |                                                             | 45° 06′ 37″ nord, 5° 45′ 23″ est                            | « PA00117208 »                                              | Inscrit                                                     | 1986                                                        | Château de Bon Repos |
| Château des Rollands de Haute-Jarrie                                      | Jarrie                                              | 375 route de la Croix                                       | 45° 06′ 52″ nord, 5° 45′ 53″ est                            | « PA38000024 »                                              | Inscrit                                                     | 2006                                                        | Château des Rollands de Haute-Jarrie |
| Forge de Lalley                                                           | Lalley                                              |                                                             | 44° 45′ 29″ nord, 5° 40′ 35″ est                            | « PA00135643 »                                              | Inscrit                                                     | 1995                                                        | Forge de Lalley |
| Église Saint-Barthélemy de Lans-en-Vercors                                | Lans-en-Vercors                                     |                                                             | 45° 07′ 40″ nord, 5° 35′ 22″ est                            | « PA00117209 »                                              | Inscrit                                                     | 1929                                                        | Église Saint-Barthélemy de Lans-en-Vercors |
| Église Saint-Étienne de Laval                                             | Laval                                               |                                                             | 45° 15′ 12″ nord, 5° 56′ 03″ est                            | « PA00117210 »                                              | Inscrit Classé                                              | 2009 2010                                                   | Église Saint-Étienne de Laval |
| Tour de Montfollet                                                        | Laval                                               |                                                             | 45° 15′ 23″ nord, 5° 55′ 35″ est                            | « PA00117211 »                                              | Inscrit                                                     | 1937                                                        | Tour de Montfollet |
| Centrale hydroélectrique des Vernes                                       | Livet-et-Gavet                                      | Les Vernes                                                  | 45° 06′ 19″ nord, 5° 55′ 32″ est                            | « PA00117374 »                                              | Classé                                                      | 1994                                                        | Centrale hydroélectrique des Vernes |
| Chapelle Saint-Jean-Baptiste d'Illins                                     | Luzinay                                             | Route de la Chapelle, Hameau d'illins                       | 45° 35′ 27″ nord, 4° 56′ 22″ est                            | « PA38000023 »                                              | Inscrit                                                     | 2005                                                        | Image manquante Téléverser |
| Église Saint-Pierre de Marnans                                            | Marnans                                             |                                                             | 45° 17′ 39″ nord, 5° 14′ 11″ est                            | « PA00117212 »                                              | Classé                                                      | 1846                                                        | Église Saint-Pierre de Marnans |
| Église Saint-Jean-Baptiste de Mayres                                      | Mayres-Savel                                        |                                                             | 44° 52′ 28″ nord, 5° 43′ 20″ est                            | « PA00117213 »                                              | Classé Inscrit                                              | 1919 2021                                                   | Image manquante Téléverser |
| Café des Arts                                                             | Mens                                                |                                                             | 44° 49′ 10″ nord, 5° 45′ 08″ est                            | « PA00117214 »                                              | Inscrit                                                     | 1989                                                        | Café des Arts |
| Église de l'Assomption de Mens                                            | Mens                                                |                                                             | 44° 49′ 07″ nord, 5° 45′ 06″ est                            | « PA00117215 »                                              | Inscrit                                                     | 1987                                                        | Église de l'Assomption de Mens |
| Fontaine                                                                  | Mens                                                | Place de la Halle                                           | 44° 49′ 06″ nord, 5° 45′ 04″ est                            | « PA00117216 »                                              | Inscrit                                                     | 1961                                                        | Fontaine |
| Fontaine                                                                  | Mens                                                | Place de la Mairie                                          | 44° 49′ 04″ nord, 5° 45′ 07″ est                            | « PA00117217 »                                              | Inscrit                                                     | 1961                                                        | Image manquante Téléverser |
| Fontaine                                                                  | Mens                                                | Place Paul-Brachet                                          | 44° 49′ 01″ nord, 5° 45′ 02″ est                            | « PA00117218 »                                              | Inscrit                                                     | 1961                                                        | Image manquante Téléverser |
| Halle de Mens                                                             | Mens                                                | Place de la Halle                                           | 44° 49′ 06″ nord, 5° 45′ 04″ est                            | « PA00117219 »                                              | Inscrit                                                     | 1961                                                        | Halle de Mens |
| Château de la Motte                                                       | Moirans                                             | Chemin de l'Erigny                                          | 45° 19′ 50″ nord, 5° 33′ 14″ est                            | « PA00117220 »                                              | Inscrit                                                     | 1927                                                        | Château de la Motte |
| Couvent des Cordeliers de Moirans                                         | Moirans                                             |                                                             | 45° 19′ 33″ nord, 5° 33′ 49″ est                            | « PA00117367 »                                              | Inscrit                                                     | 1989                                                        | Couvent des Cordeliers de Moirans |
| Église Saint-Pierre de Moirans                                            | Moirans                                             |                                                             | 45° 19′ 34″ nord, 5° 33′ 58″ est                            | « PA00117221 »                                              | Classé                                                      | 1984                                                        | Église Saint-Pierre de Moirans |
| Château de Bresson                                                        | Moissieu-sur-Dolon                                  |                                                             | 45° 22′ 58″ nord, 4° 59′ 09″ est                            | « PA00117222 »                                              | Inscrit                                                     | 1972                                                        | Image manquante Téléverser |
| Château de Bardonenche                                                    | Monestier-de-Clermont                               |                                                             | 44° 55′ 08″ nord, 5° 38′ 12″ est                            | « PA00117242 »                                              | Inscrit                                                     | 1986                                                        | Château de Bardonenche |
| Église Saint-Laurent de Monsteroux-Milieu                                 | Monsteroux-Milieu                                   |                                                             | 45° 25′ 47″ nord, 4° 56′ 43″ est                            | « PA00117223 »                                              | Classé                                                      | 1976                                                        | Image manquante Téléverser |
| Château du Châtelard                                                      | Montagnieu                                          |                                                             | 45° 31′ 54″ nord, 5° 26′ 02″ est                            | « PA00117224 »                                              | Inscrit                                                     | 1989                                                        | Château du Châtelard |
| Porte romaine de Bons                                                     | Mont-de-Lans                                        |                                                             | 45° 02′ 13″ nord, 6° 06′ 31″ est                            | « PA38000034 »                                              | Inscrit                                                     | 2014                                                        | Porte romaine de Bons« Arrêté no 2014108-0011 publié au Recueil Normal no 47 le 07/05/2014 »(Archive.org • Wikiwix • Archive.is • Google • Que faire ?), www.rhone-alpes.territorial.gouv.fr |
| Château de Montrevel                                                      | Montrevel                                           | Chemin du Moulin                                            | 45° 29′ 13″ nord, 5° 23′ 51″ est                            | « PA00117225 »                                              | Inscrit                                                     | 1977                                                        | Château de Montrevel |
| Château de Montseveroux                                                   | Montseveroux                                        |                                                             | 45° 25′ 43″ nord, 4° 58′ 16″ est                            | « PA00117226 »                                              | Inscrit                                                     | 1976                                                        | Château de Montseveroux |
| Église Saint-Martin de Montseveroux                                       | Montseveroux                                        |                                                             | 45° 25′ 46″ nord, 4° 58′ 16″ est                            | « PA00117227 »                                              | Inscrit                                                     | 1979                                                        | Image manquante Téléverser |
| Château de Morestel                                                       | Morestel                                            |                                                             | 45° 40′ 33″ nord, 5° 28′ 09″ est                            | « PA00117228 »                                              | Inscrit                                                     | 1967                                                        | Château de Morestel |
| Église Saint-Symphorien de Morestel                                       | Morestel                                            |                                                             | 45° 40′ 35″ nord, 5° 28′ 12″ est                            | « PA00117229 »                                              | Inscrit                                                     | 1972                                                        | Église Saint-Symphorien de Morestel |
| Château de La Murette                                                     | La Murette                                          |                                                             | 45° 22′ 50″ nord, 5° 32′ 38″ est                            | « PA00117230 »                                              | Inscrit                                                     | 1982                                                        | Image manquante Téléverser |
| Moulin de Nantoin                                                         | Nantoin                                             |                                                             | 45° 26′ 03″ nord, 5° 16′ 12″ est                            | « PA38000005 »                                              | Classé Inscrit                                              | 1997                                                        | Moulin de Nantoin |
| Chapelle Saint-Firmin de Notre-Dame-de-Mésage                             | Notre-Dame-de-Mésage                                | Lieudit Le Péage de Septême                                 | 45° 04′ 12″ nord, 5° 45′ 31″ est                            | « PA00117231 »                                              | Classé                                                      | 1962                                                        | Chapelle Saint-Firmin de Notre-Dame-de-Mésage |
| Église Saint-Firmin de Notre-Dame-de-Mésage                               | Notre-Dame-de-Mésage                                |                                                             | 45° 04′ 03″ nord, 5° 45′ 20″ est                            | « PA00117232 »                                              | Classé                                                      | 1958                                                        | Église Saint-Firmin de Notre-Dame-de-Mésage |
| Chapelle Saint-Jean-Baptiste d'Oytier-Saint-Oblas                         | Oytier-Saint-Oblas                                  | Chemin Saint-Jean                                           | 45° 33′ 51″ nord, 5° 00′ 13″ est                            | « PA00117233 »                                              | Inscrit                                                     | 1954                                                        | Image manquante Téléverser |
| Site archéologique des Buissières                                         | Panossas                                            | Chemin Frontenas                                            | 45° 40′ 01″ nord, 5° 12′ 11″ est                            | « PA38000035 »                                              | Inscrit                                                     | 2015                                                        | Site archéologique des Buissières |
| Château du Passage                                                        | Le Passage                                          |                                                             | 45° 31′ 44″ nord, 5° 30′ 48″ est                            | « PA00117234 »                                              | Inscrit Classé                                              | 1972                                                        | Château du Passage |
| Église Saint-Loup de Penol                                                | Penol                                               |                                                             | 45° 23′ 24″ nord, 5° 11′ 30″ est                            | « PA00117236 »                                              | Inscrit Classé                                              | 1980                                                        | Église Saint-Loup de Penol |
| Château de La Pierre                                                      | La Pierre                                           |                                                             | 45° 17′ 32″ nord, 5° 56′ 47″ est                            | « PA00117237 »                                              | Inscrit                                                     | 1982                                                        | Château de La Pierre |
| Manoir de la Veaubeaunais                                                 | La Pierre                                           |                                                             | 45° 17′ 44″ nord, 5° 57′ 04″ est                            | « PA00117238 »                                              | Classé Inscrit                                              | 1988                                                        | Manoir de la Veaubeaunais |
| Chartreuse de la Sylve-Bénite                                             | Villages du Lac de Paladru (Le Pin avant 2017)      |                                                             | 45° 26′ 45″ nord, 5° 28′ 58″ est                            | « PA00117239 »                                              | Inscrit                                                     | 1987                                                        | Chartreuse de la Sylve-Bénite |
| Château Bayard                                                            | Pontcharra                                          |                                                             | 45° 25′ 25″ nord, 6° 01′ 08″ est                            | « PA00117240 »                                              | Classé                                                      | 1915                                                        | Château Bayard |
| Pont Lesdiguières                                                         | Pont-de-Claix                                       |                                                             | 45° 07′ 14″ nord, 5° 41′ 47″ est                            | « PA00117241 »                                              | Classé                                                      | 1898                                                        | Pont Lesdiguières |
| Château d'Alivet                                                          | Renage                                              |                                                             | 45° 20′ 27″ nord, 5° 29′ 49″ est                            | « PA00135644 »                                              | Inscrit                                                     | 1995                                                        | Image manquante Téléverser |
| Ancienne grande fabrique                                                  | Renage                                              |                                                             | 45° 19′ 57″ nord, 5° 29′ 29″ est                            | « PA38000037 »                                              | Inscrit                                                     | 2016                                                        | Ancienne grande fabrique |
| Château de Barbarin                                                       | Revel-Tourdan                                       | 780 route de Pisieu                                         | 45° 23′ 08″ nord, 5° 03′ 02″ est                            | « PA38000032 »                                              | Inscrit                                                     | 2011                                                        | Château de Barbarin |
| Église prieurale Notre-Dame de Tourdan                                    | Revel-Tourdan                                       |                                                             | 45° 22′ 20″ nord, 5° 01′ 59″ est                            | « PA38000031 »                                              | Inscrit                                                     | 2011                                                        | Église prieurale Notre-Dame de Tourdan |
| Château de Roussillon                                                     | Roussillon                                          |                                                             | 45° 22′ 19″ nord, 4° 49′ 38″ est                            | « PA00117243 »                                              | Classé Inscrit                                              | 1997                                                        | Château de Roussillon |
| Couvent des Minimes de Roussillon                                         | Roussillon                                          | 10-12 chemin du Couvent                                     | 45° 22′ 27″ nord, 4° 49′ 08″ est                            | « PA38000006 »                                              | Inscrit                                                     | 1997                                                        | Image manquante Téléverser |
| Église Saint-Pierre de Rovon                                              | Rovon                                               |                                                             | 45° 12′ 08″ nord, 5° 27′ 41″ est                            | « PA38000047 »                                              | Inscrit                                                     | 2023                                                        | Image manquante Téléverser |
| Ferme des Loives                                                          | Roybon                                              | RD 20                                                       | 45° 15′ 42″ nord, 5° 11′ 48″ est                            | « PA00117244 »                                              | Classé                                                      | 1961                                                        | Image manquante Téléverser |
| Hôtel Rolland                                                             | Saint-Alban-du-Rhône                                | 1 chemin de la Plaine                                       | 45° 25′ 36″ nord, 4° 45′ 20″ est                            | « PA00117245 »                                              | Inscrit                                                     | 1933                                                        | Image manquante Téléverser |
| Château de Vaulserre                                                      | Saint-Albin-de-Vaulserre                            |                                                             | 45° 30′ 24″ nord, 5° 41′ 49″ est                            | « PA00117246 »                                              | Classé Inscrit                                              | 1984 2007                                                   | Image manquante Téléverser |
| Église Saint-André de Saint-André-en-Royans                               | Saint-André-en-Royans                               |                                                             | 45° 05′ 11″ nord, 5° 20′ 20″ est                            | « PA00117369 »                                              | Inscrit                                                     | 1990                                                        | Église Saint-André de Saint-André-en-Royans |
| Église Notre-Dame de la Jayère                                            | Saint-Antoine-l'Abbaye                              |                                                             | 45° 10′ 34″ nord, 5° 12′ 58″ est                            | « PA38000020 »                                              | Inscrit                                                     | 2004                                                        | Église Notre-Dame de la Jayère |
| Abbaye de Saint-Antoine-l'Abbaye Hôtel de ville de Saint-Antoine-l'Abbaye | Saint-Antoine-l'Abbaye                              |                                                             | 45° 10′ 30″ nord, 5° 13′ 02″ est                            | « PA00117247 »                                              | Classé                                                      | 1981 1993                                                   | Abbaye de Saint-Antoine-l'AbbayeHôtel de ville de Saint-Antoine-l'Abbaye |
| Propriété dite « Le Clos »                                                | Saint-Barthélemy                                    | Beaurepaire (route de) 1251                                 | à géolocaliser                                              | « PA38000041 »                                              | Inscrit                                                     | 2021                                                        | Image manquante Téléverser |
| Château de Montmeilleur                                                   | Saint-Baudille-et-Pipet                             |                                                             | 44° 47′ 43″ nord, 5° 45′ 30″ est                            | « PA00117248 »                                              | Inscrit                                                     | 1979                                                        | Château de Montmeilleur |
| Château de Cuirieu                                                        | Saint-Jean-de-Soudain                               |                                                             | 45° 33′ 24″ nord, 5° 25′ 58″ est                            | « PA00117293 »                                              | Classé                                                      | 1955                                                        | Château de Cuirieu |
| Château de l'Arthaudière                                                  | Saint-Bonnet-de-Chavagne                            |                                                             | 45° 07′ 09″ nord, 5° 13′ 59″ est                            | « PA00117371 »                                              | Classé                                                      | 1991                                                        | Château de l'Arthaudière |
| Château de Saint-Chef                                                     | Saint-Chef                                          | 12 chemin des Châteaux                                      | 45° 38′ 12″ nord, 5° 21′ 52″ est                            | « PA38000011 »                                              | Inscrit                                                     | 2000                                                        | Image manquante Téléverser |
| Église Saint-Theudère de Saint-Chef                                       | Saint-Chef                                          |                                                             | 45° 38′ 04″ nord, 5° 22′ 00″ est                            | « PA00117249 »                                              | Classé                                                      | 1840                                                        | Église Saint-Theudère de Saint-Chef |
| Tour du Pollet                                                            | Saint-Chef                                          |                                                             | 45° 38′ 08″ nord, 5° 22′ 02″ est                            | « PA38000045 »                                              | Inscrit                                                     | 2022                                                        | Tour du Pollet |
| Église Saint-Étienne de Saint-Étienne-de-Saint-Geoirs                     | Saint-Étienne-de-Saint-Geoirs                       |                                                             | 45° 20′ 17″ nord, 5° 20′ 35″ est                            | « PA00135645 »                                              | Inscrit                                                     | 1995                                                        | Église Saint-Étienne de Saint-Étienne-de-Saint-Geoirs |
| Château de Longpra                                                        | Saint-Geoire-en-Valdaine                            |                                                             | 45° 27′ 26″ nord, 5° 37′ 23″ est                            | « PA00117250 »                                              | Classé Inscrit                                              | 1997                                                        | Château de Longpra |
| Église Saint-Georges de Saint-Geoire-en-Valdaine                          | Saint-Geoire-en-Valdaine                            |                                                             | 45° 27′ 21″ nord, 5° 38′ 14″ est                            | « PA00117251 »                                              | Classé                                                      | 1907                                                        | Église Saint-Georges de Saint-Geoire-en-Valdaine |
| Église Saint-Georges de Saint-Georges-de-Commiers                         | Saint-Georges-de-Commiers                           | Hameau de Saint-Georges                                     | 45° 02′ 19″ nord, 5° 42′ 14″ est                            | « PA00117252 »                                              | Classé                                                      | 1908                                                        | Église Saint-Georges de Saint-Georges-de-Commiers |
| Église Saint-Pierre de Saint-Georges-de-Commiers                          | Saint-Georges-de-Commiers                           | Route de Saint-Pierre                                       | 45° 01′ 40″ nord, 5° 42′ 23″ est                            | « PA00117253 »                                              | Classé                                                      | 1910                                                        | Église Saint-Pierre de Saint-Georges-de-Commiers |
| Grange du Guillolet                                                       | Saint-Georges-d'Espéranche                          |                                                             | 45° 33′ 14″ nord, 5° 05′ 29″ est                            | « PA00125739 »                                              | Inscrit                                                     | 1993                                                        | Image manquante Téléverser |
| Immeuble (Bâtiment civil en brique)                                       | Saint-Georges-d'Espéranche                          | 8 rue de la Serve du Pont - "Fond de Ville"                 | 45° 33′ 25″ nord, 5° 04′ 30″ est                            | « PA00132817 »                                              | Inscrit                                                     | 1994                                                        | Image manquante Téléverser |
| Fonderie royale de canons de Saint-Gervais                                | Saint-Gervais (également sur la commune de Rovon)   |                                                             | 45° 12′ 20″ nord, 5° 28′ 00″ est                            | « PA00117254 »                                              | Inscrit Inscrit                                             | 1986 2015                                                   | Fonderie royale de canons de Saint-Gervais |
| Château de Montplaisant                                                   | Saint-Hilaire-de-Brens                              |                                                             | 45° 40′ 13″ nord, 5° 16′ 53″ est                            | « PA00117255 »                                              | Inscrit Classé                                              | 1977                                                        | Château de Montplaisant |
| Église Saint-Philibert de Saint-Ismier                                    | Saint-Ismier                                        |                                                             | 45° 14′ 53″ nord, 5° 49′ 35″ est                            | « PA00117256 »                                              | Classé                                                      | 1908                                                        | Église Saint-Philibert de Saint-Ismier |
| Château du Mollard-Rond                                                   | Saint-Jean-d'Avelanne                               |                                                             | 45° 30′ 12″ nord, 5° 39′ 35″ est                            | « PA38000007 »                                              | Inscrit                                                     | 1998                                                        | Image manquante Téléverser |
| Manoir de la Colombinière                                                 | Saint-Jean-de-Moirans                               | Rue de la Colombinière                                      | 45° 20′ 15″ nord, 5° 34′ 26″ est                            | « PA00117257 »                                              | Inscrit                                                     | 1974                                                        | Image manquante Téléverser |
| Église Saint-Jean-Baptiste de Saint-Jean-le-Vieux                         | Saint-Jean-le-Vieux                                 |                                                             | 45° 12′ 47″ nord, 5° 52′ 55″ est                            | « PA38000021 »                                              | Inscrit                                                     | 2004                                                        | Église Saint-Jean-Baptiste de Saint-Jean-le-Vieux |
| Chapelle Saint-Just de Saint-Just-Chaleyssin                              | Saint-Just-Chaleyssin                               |                                                             | 45° 35′ 31″ nord, 5° 02′ 04″ est                            | « PA00117372 »                                              | Inscrit                                                     | 1991                                                        | Chapelle Saint-Just de Saint-Just-Chaleyssin |
| Chartreuse de Currière                                                    | Saint-Laurent-du-Pont                               |                                                             | 45° 21′ 41″ nord, 5° 44′ 33″ est                            | « PA00117258 »                                              | Inscrit                                                     | 1927                                                        | Chartreuse de Currière |
| Distillerie des Chartreux de Fourvoirie                                   | Saint-Laurent-du-Pont                               | Fourvoirie                                                  | 45° 22′ 46″ nord, 5° 44′ 44″ est                            | « PA00125740 »                                              | Inscrit                                                     | 1993                                                        | Distillerie des Chartreux de Fourvoirie |
| Ferme de l'Échaillon                                                      | Saint-Laurent-du-Pont                               | Mollard                                                     | 45° 22′ 56″ nord, 5° 43′ 38″ est                            | « PA38000017 »                                              | Inscrit                                                     | 2003                                                        | Ferme de l'Échaillon |
| Pont Peirant                                                              | Saint-Laurent-du-Pont                               | sur le Guiers Mort                                          | 45° 21′ 12″ nord, 5° 45′ 29″ est                            | « PA00117269 »                                              | Classé                                                      | 1923                                                        | Pont Peirant |
| Pont de la Petite Vache (aujourd'hui détruit, soubassements visibles)     | Saint-Laurent-du-Pont                               | sur la rivière de la Petite Vache                           | 45° 21′ 13″ nord, 5° 45′ 27″ est                            | « PA00117270 »                                              | Classé                                                      | 1923                                                        | Pont de la Petite Vache (aujourd'hui détruit, soubassements visiblesChemin des Chartreux, Photos-Dauphiné, 21 avril 2016 (Accès le 20 septembre 2016))                                       |
| Église Saint-Marcellin de Saint-Marcellin (Isère)                         | Saint-Marcellin                                     | Rue Jean Baillet                                            | 45° 09′ 17″ nord, 5° 19′ 20″ est                            | « PA00117259 »                                              | Inscrit                                                     | 1926                                                        | Église Saint-Marcellin de Saint-Marcellin (Isère) |
| Maison le Bateau ivre                                                     | Saint-Marcellin                                     | 22 avenue de la Saulaie                                     | 45° 09′ 41″ nord, 5° 19′ 11″ est                            | « PA38000027 »                                              | Inscrit                                                     | 2007                                                        | Image manquante Téléverser |
| Église Saint-Christophe de Saint-Martin-de-la-Cluze                       | Saint-Martin-de-la-Cluze                            |                                                             | 44° 58′ 59″ nord, 5° 39′ 30″ est                            | « PA00117139 »                                              | Inscrit                                                     | 1926                                                        | Église Saint-Christophe de Saint-Martin-de-la-Cluze |
| Couvent des Minimes de la plaine                                          | Saint-Martin-d'Hères                                | Rue Docteur-Lamaze                                          | 45° 10′ 50″ nord, 5° 45′ 10″ est                            | « PA00117260 »                                              | Inscrit                                                     | 1982                                                        | Couvent des Minimes de la plaine |
| Chapelle Saint-Nizier de Saint-Martin-d'Uriage                            | Saint-Martin-d'Uriage                               |                                                             | 45° 09′ 48″ nord, 5° 50′ 10″ est                            | « PA00117373 »                                              | Inscrit                                                     | 1991                                                        | Chapelle Saint-Nizier de Saint-Martin-d'Uriage |
| Château d'Uriage                                                          | Saint-Martin-d'Uriage                               |                                                             | 45° 08′ 41″ nord, 5° 49′ 56″ est                            | « PA00117261 »                                              | Inscrit Classé                                              | 1988 1990                                                   | Château d'Uriage |
| Casamaures                                                                | Saint-Martin-le-Vinoux                              | 13bis rue de la Résistance                                  | 45° 12′ 03″ nord, 5° 43′ 02″ est                            | « PA00117262 »                                              | Classé                                                      | 1992                                                        | Casamaures |
| Tour d'Avalon                                                             | Saint-Maximin                                       |                                                             | 45° 25′ 44″ nord, 6° 01′ 51″ est                            | « PA00117375 »                                              | Inscrit                                                     | 1992                                                        | Tour d'Avalon |
| Église Saint-Pierre de Saint-Pierre-d'Allevard                            | Saint-Pierre-d'Allevard                             |                                                             | 45° 22′ 31″ nord, 6° 02′ 48″ est                            | « PA00117263 »                                              | Classé                                                      | 1908                                                        | Église Saint-Pierre de Saint-Pierre-d'Allevard |
| Grande Chartreuse                                                         | Saint-Pierre-de-Chartreuse                          |                                                             | 45° 21′ 48″ nord, 5° 47′ 37″ est                            | « PA00117265 »                                              | Classé                                                      | 1912                                                        | Grande Chartreuse |
| Maison du Guet                                                            | Saint-Pierre-de-Chartreuse                          |                                                             | 45° 20′ 38″ nord, 5° 48′ 03″ est                            | « PA00117268 »                                              | Classé                                                      | 1923                                                        | Maison du Guet |
| Pont de la Dame                                                           | Saint-Pierre-de-Chartreuse                          | Hameau de la Diat                                           | 45° 20′ 25″ nord, 5° 48′ 20″ est                            | « PA00117266 »                                              | Classé                                                      | 1927                                                        | Pont de la Dame |
| Pont de la Forge (ou pont du Martinet)                                    | Saint-Pierre-de-Chartreuse                          | sur le Guiers Mort                                          | 45° 20′ 43″ nord, 5° 47′ 46″ est                            | « PA00117267 »                                              | Classé                                                      | 1923                                                        | Pont de la Forge (ou pont du Martinet) |
| Pont du Grand Logis                                                       | Saint-Pierre-de-Chartreuse                          | sur le Guiers Mort                                          | 45° 20′ 38″ nord, 5° 48′ 03″ est                            | « PA00117268 »                                              | Classé                                                      | 1923                                                        | Pont du Grand Logis |
| Pont de la Tannerie sur le Guiers-Mort                                    | Saint-Pierre-de-Chartreuse                          | sur le Guiers Mort                                          | 45° 20′ 50″ nord, 5° 47′ 02″ est                            | « PA00117271 »                                              | Classé                                                      | 1923                                                        | Pont de la Tannerie sur le Guiers-Mort |
| Tournerie du bois de Saint-Même                                           | Saint-Pierre-d'Entremont                            | Saint-Même-le-Bas                                           | 45° 24′ 25″ nord, 5° 52′ 51″ est                            | « PA38000036 »                                              | Inscrit                                                     | 2015                                                        | Tournerie du bois de Saint-Même |
| Maison forte des Allinges                                                 | Saint-Quentin-Fallavier                             | 57 rue du Lac                                               | 45° 37′ 45″ nord, 5° 07′ 02″ est                            | « PA38000030 »                                              | Inscrit                                                     | 2010                                                        | Maison forte des Allinges |
| La Sarrazinière                                                           | Saint-Quentin-Fallavier                             | Monthion                                                    | 45° 38′ 06″ nord, 5° 06′ 49″ est                            | « PA00117272 »                                              | Classé                                                      | 1950                                                        | Image manquante Téléverser |
| Villa gallo-romaine de Saint-Romain-de-Jalionas                           | Saint-Romain-de-Jalionas                            | Rue de l'Église                                             | 45° 45′ 00″ nord, 5° 13′ 47″ est                            | « PA00117273 »                                              | Inscrit                                                     | 1984                                                        | Villa gallo-romaine de Saint-Romain-de-Jalionas |
| Église Notre-Dame de Surieu                                               | Saint-Romain-de-Surieu                              |                                                             | 45° 23′ 25″ nord, 4° 53′ 18″ est                            | « PA00117274 »                                              | Inscrit                                                     | 1927                                                        | Église Notre-Dame de Surieu |
| Château de Demptézieu                                                     | Saint-Savin                                         | Demptézieu                                                  | 45° 37′ 04″ nord, 5° 19′ 26″ est                            | « PA00117275 »                                              | Inscrit                                                     | 1954                                                        | Château de Demptézieu |
| Maison                                                                    | Saint-Savin                                         | Demptézieu                                                  | à géolocaliser                                              | « PA00117276 »                                              | Inscrit                                                     | 1933                                                        | Maison |
| Usine-pensionnat Girodon                                                  | Saint-Siméon-de-Bressieux                           |                                                             | 45° 19′ 43″ nord, 5° 15′ 57″ est                            | « PA00117368 »                                              | Inscrit                                                     | 1990                                                        | Image manquante Téléverser |
| Château de Quincivet                                                      | Saint-Vérand                                        |                                                             | 45° 11′ 39″ nord, 5° 20′ 31″ est                            | « PA00117277 »                                              | Inscrit                                                     | 1980                                                        | Château de Quincivet |
| Prieuré de Salaise-sur-Sanne                                              | Salaise-sur-Sanne                                   | Le Clos                                                     | 45° 21′ 00″ nord, 4° 49′ 02″ est                            | « PA00117278 »                                              | Classé Inscrit                                              | 1913 1987 1996                                              | Prieuré de Salaise-sur-Sanne |
| Château de Sassenage                                                      | Sassenage                                           |                                                             | 45° 12′ 37″ nord, 5° 39′ 35″ est                            | « PA00117279 »                                              | Classé                                                      | 1942                                                        | Château de Sassenage |
| Croix de Sassenage                                                        | Sassenage                                           | Allée Billery                                               | 45° 12′ 24″ nord, 5° 39′ 45″ est                            | « PA00117280 »                                              | Classé                                                      | 1943                                                        | Croix de Sassenage |
| Église Saint-Pierre de Sassenage                                          | Sassenage                                           |                                                             | 45° 12′ 24″ nord, 5° 39′ 45″ est                            | « PA00117281 »                                              | Inscrit                                                     | 1930                                                        | Église Saint-Pierre de Sassenage |
| Fontaine                                                                  | Sassenage                                           | Allée Billery                                               | 45° 12′ 24″ nord, 5° 39′ 43″ est                            | « PA00117282 »                                              | Inscrit                                                     | 1943                                                        | Fontaine |
| Fontaine                                                                  | Sassenage                                           | Place au plâtre                                             | 45° 12′ 23″ nord, 5° 39′ 34″ est                            | « PA00117283 »                                              | Inscrit                                                     | 1943                                                        | Fontaine |
| Fontaine                                                                  | Sassenage                                           | Place de la République                                      | 45° 12′ 28″ nord, 5° 39′ 29″ est                            | « PA00117284 »                                              | Classé                                                      | 1943                                                        | Fontaine |
| Château de Septème                                                        | Septème                                             |                                                             | 45° 33′ 03″ nord, 5° 00′ 39″ est                            | « PA00117285 »                                              | Inscrit                                                     | 1947                                                        | Château de Septème |
| Mosaïque gallo-romaine de Septème                                         | Septème                                             |                                                             | à géolocaliser                                              | « PA00117286 »                                              | Classé                                                      | 1954                                                        | Image manquante Téléverser |
| Remparts de Septème                                                       | Septème                                             |                                                             | 45° 33′ 03″ nord, 5° 00′ 39″ est                            | « PA00117287 »                                              | Classé                                                      | 1942                                                        | Remparts de Septème |
| Château de Beauregard                                                     | Seyssinet-Pariset                                   |                                                             | 45° 10′ 17″ nord, 5° 40′ 29″ est                            | « PA38000002 »                                              | Classé Inscrit                                              | 1997                                                        | Château de Beauregard |
| Église Saint-Martin de Seyssins                                           | Seyssins                                            |                                                             | 45° 09′ 28″ nord, 5° 40′ 51″ est                            | « PA00117288 »                                              | Classé                                                      | 1908                                                        | Église Saint-Martin de Seyssins |
| Château-fort de Seyssuel                                                  | Seyssuel                                            |                                                             | 45° 33′ 38″ nord, 4° 49′ 31″ est                            | « PA00132950 »                                              | Inscrit                                                     | 1994                                                        | Château-fort de Seyssuel |
| Château de Montagnieu                                                     | Soleymieu                                           |                                                             | 45° 41′ 45″ nord, 5° 21′ 21″ est                            | « PA00117289 »                                              | Inscrit                                                     | 1979                                                        | Château de Montagnieu |
| Château de la Sône                                                        | La Sône                                             |                                                             | 45° 06′ 43″ nord, 5° 16′ 43″ est                            | « PA00117290 »                                              | Inscrit                                                     | 1968 1995                                                   | Château de la Sône |
| Château de Tencin                                                         | Tencin                                              |                                                             | 45° 18′ 21″ nord, 5° 57′ 34″ est                            | « PA00117291 »                                              | Inscrit                                                     | 1946                                                        | Château de Tencin |
| Château du Carré                                                          | La Terrasse                                         |                                                             | 45° 19′ 09″ nord, 5° 55′ 07″ est                            | « PA00117292 »                                              | Inscrit                                                     | 1995                                                        | Château du Carré |
| Châtel de Theys                                                           | Theys                                               |                                                             | 45° 18′ 09″ nord, 5° 59′ 49″ est                            | « PA00125741 »                                              | Classé                                                      | 1993                                                        | Châtel de Theys |
| Château de Cuirieu                                                        | La Tour-du-Pin Saint-Jean-de-Soudain                | 600 chemin de Cuirieu                                       | 45° 33′ 24″ nord, 5° 25′ 58″ est                            | « PA00117293 »                                              | Inscrit                                                     | 1955                                                        | Château de Cuirieu |
| Château de Tournin                                                        | La Tour-du-Pin                                      | lieu-dit les Anguilleries                                   | 45° 33′ 31″ nord, 5° 26′ 30″ est                            | « PA00117294 »                                              | Inscrit                                                     | 1967                                                        | Château de Tournin |
| Maison des Dauphins                                                       | La Tour-du-Pin                                      |                                                             | 45° 33′ 47″ nord, 5° 26′ 51″ est                            | « PA00117295 »                                              | Inscrit                                                     | 1926                                                        | Maison des Dauphins |
| Monument aux morts de La Tour-du-Pin                                      | La Tour-du-Pin                                      |                                                             | 45° 33′ 47″ nord, 5° 26′ 37″ est                            | « PA38000038 »                                              | Inscrit                                                     | 2019                                                        | Monument aux morts de La Tour-du-Pin |
| Château du Touvet                                                         | Le Touvet                                           |                                                             | 45° 21′ 49″ nord, 5° 56′ 48″ est                            | « PA00117296 »                                              | Classé                                                      | 1959 1964                                                   | Château du Touvet |
| Château de Serrières                                                      | Trept                                               |                                                             | 45° 41′ 27″ nord, 5° 19′ 52″ est                            | « PA00117297 »                                              | Inscrit                                                     | 1992                                                        | Château de Serrières |
| Maison d'Ernest Hébert                                                    | La Tronche                                          | Chemin Hébert                                               | 45° 12′ 20″ nord, 5° 44′ 59″ est                            | « PA00117298 »                                              | Inscrit                                                     | 1942                                                        | Maison d'Ernest Hébert |
| Château de Saint-Jean-de-Chépy                                            | Tullins                                             |                                                             | 45° 18′ 16″ nord, 5° 30′ 37″ est                            | « PA00117299 »                                              | Inscrit Classé                                              | 1977                                                        | Château de Saint-Jean-de-Chépy |
| Église Saint-Laurent-des-Prés de Tullins                                  | Tullins                                             | Rue Victor Hugo                                             | 45° 17′ 47″ nord, 5° 29′ 01″ est                            | « PA00117300 »                                              | Classé Inscrit                                              | 1930 1965                                                   | Église Saint-Laurent-des-Prés de Tullins |
| Maison                                                                    | Tullins                                             | 2 rue du Couvent                                            | 45° 17′ 49″ nord, 5° 28′ 56″ est                            | « PA00117301 »                                              | Inscrit                                                     | 1964                                                        | Maison |
| Maison                                                                    | Tullins                                             | 2 place du Docteur-Valois                                   | 45° 17′ 53″ nord, 5° 29′ 02″ est                            | « PA00117302 »                                              | Inscrit                                                     | 1963                                                        | Maison |
| Maison                                                                    | Tullins                                             | 7 rue de la Halle                                           | 45° 17′ 51″ nord, 5° 28′ 57″ est                            | « PA00117304 »                                              | Inscrit                                                     | 1964                                                        | Maison |
| Maison                                                                    | Tullins                                             | 3 rue de la Halle                                           | 45° 17′ 50″ nord, 5° 28′ 56″ est                            | « PA00117305 »                                              | Inscrit                                                     | 1963                                                        | Maison |
| Maison                                                                    | Tullins                                             | Rue de la Halle                                             | 45° 17′ 57″ nord, 5° 28′ 56″ est                            | « PA00117306 »                                              | Inscrit                                                     | 1963                                                        | Maison |
| Maison                                                                    | Tullins                                             | 12 rue de la Halle                                          | 45° 17′ 54″ nord, 5° 28′ 57″ est                            | « PA00117307 »                                              | Inscrit                                                     | 1963                                                        | Maison |
| Maison                                                                    | Tullins                                             | 6bis rue de la Halle                                        | 45° 17′ 51″ nord, 5° 28′ 57″ est                            | « PA00117308 »                                              | Inscrit                                                     | 1963                                                        | Maison |
| Maison                                                                    | Tullins                                             | 1 rue de la Halle                                           | 45° 17′ 50″ nord, 5° 28′ 56″ est                            | « PA00117309 »                                              | Inscrit                                                     | 1963                                                        | Maison |
| Maison Burgaud                                                            | Tullins                                             | 17 avenue de la Gare                                        | 45° 18′ 04″ nord, 5° 29′ 19″ est                            | « PA00117303 »                                              | Classé                                                      | 1976                                                        | Maison Burgaud |
| Prieuré Notre-Dame de Grâce                                               | Tullins                                             | Rue du Couvent                                              | 45° 17′ 52″ nord, 5° 28′ 53″ est                            | « PA00117310 »                                              | Inscrit                                                     | 1963 2024                                                   | Prieuré Notre-Dame de Grâce |
| Château du Cingle                                                         | Vernas                                              |                                                             | 45° 46′ 32″ nord, 5° 16′ 46″ est                            | « PA00117311 »                                              | Inscrit                                                     | 1975                                                        | Château du Cingle |
| Château de Verna                                                          | Vernas                                              |                                                             | 45° 46′ 13″ nord, 5° 16′ 05″ est                            | « PA00117312 »                                              | Inscrit                                                     | 1969                                                        | Château de Verna |
| Bloc à cupules de La Verpillière                                          | La Verpillière                                      |                                                             | 45° 38′ 11″ nord, 5° 08′ 38″ est                            | « PA00117313 »                                              | Classé                                                      | 1926                                                        | Bloc à cupules de La Verpillière |
| Château Neuf de Vertrieu                                                  | Vertrieu                                            |                                                             | 45° 52′ 27″ nord, 5° 22′ 10″ est                            | « PA00117314 »                                              | Inscrit Classé                                              | 1991 1993                                                   | Château Neuf de Vertrieu |
| Château Vieux de Vertrieu                                                 | Vertrieu                                            |                                                             | 45° 52′ 21″ nord, 5° 22′ 14″ est                            | « PA00117315 »                                              | Inscrit Classé                                              | 2012 2017                                                   | Château Vieux de Vertrieu |
| Tour des Templiers                                                        | Veurey-Voroize                                      | Le Perron                                                   | 45° 16′ 18″ nord, 5° 36′ 57″ est                            | « PA00117316 »                                              | Inscrit                                                     | 1984                                                        | Tour des Templiers |
|                                                                           | Vienne                                              | Voir Liste des monuments historiques de Vienne              | Voir Liste des monuments historiques de Vienne              | Voir Liste des monuments historiques de Vienne              | Voir Liste des monuments historiques de Vienne              | Voir Liste des monuments historiques de Vienne              | Voir Liste des monuments historiques de Vienne |
| Croix du Genevrey                                                         | Vif                                                 | Rue de l'Église                                             | 45° 01′ 42″ nord, 5° 39′ 17″ est                            | « PA00117351 »                                              | Classé                                                      | 1911                                                        | Croix du Genevrey |
| Église Sainte-Marie du Genevrey                                           | Vif                                                 |                                                             | 45° 01′ 42″ nord, 5° 39′ 18″ est                            | « PA00117353 »                                              | Classé                                                      | 1908                                                        | Église Sainte-Marie du Genevrey |
| Église Saint-Jean-Baptiste de Vif                                         | Vif                                                 |                                                             | 45° 03′ 20″ nord, 5° 40′ 14″ est                            | « PA00117352 »                                              | Classé                                                      | 2011                                                        | Église Saint-Jean-Baptiste de Vif |
| Propriété Les Champollion                                                 | Vif                                                 | 45 rue Champollion                                          | 45° 03′ 14″ nord, 5° 40′ 09″ est                            | « PA00132723 »                                              | Inscrit                                                     | 1994                                                        | Propriété Les Champollion |
| Papeteries de Lancey                                                      | Villard-Bonnot                                      |                                                             | 45° 14′ 05″ nord, 5° 53′ 08″ est                            | « PA00117376 »                                              | Inscrit                                                     | 1992                                                        | Papeteries de Lancey |
| Château de Terrebasse                                                     | Ville-sous-Anjou                                    |                                                             | 45° 21′ 50″ nord, 4° 51′ 47″ est                            | « PA00117377 »                                              | Inscrit                                                     | 1992                                                        | Image manquante Téléverser |
| Église Saint-Didier de Ville-sous-Anjou                                   | Ville-sous-Anjou                                    | Route de Vienne                                             | 45° 22′ 20″ nord, 4° 51′ 06″ est                            | « PA00117354 »                                              | Classé                                                      | 1927 1937                                                   | Image manquante Téléverser |
| Château de Virieu                                                         | Virieu                                              |                                                             | 45° 28′ 46″ nord, 5° 28′ 45″ est                            | « PA00117355 »                                              | Inscrit                                                     | 2023                                                        | Château de Virieu |
| Ferme des Bonnettes                                                       | Viriville                                           | hameau des Bonnetteshameau des Bonnettes                    | 45° 18′ 01″ nord, 5° 13′ 29″ est                            | « PA38000014 »                                              | Inscrit                                                     | 2003                                                        | Ferme des Bonnettes |
| Château de Lesdiguières                                                   | Vizille                                             |                                                             | 45° 04′ 31″ nord, 5° 46′ 23″ est                            | « PA00117357 »                                              | Classé Inscrit Classé                                       | 1862 1989 1991                                              | Château de Lesdiguières |
| Église prieurale Notre-Dame de Vizille                                    | Vizille                                             | Chemin du cimetière                                         | 45° 04′ 57″ nord, 5° 46′ 40″ est                            | « PA00117356 »                                              | Classé                                                      | 1906 1996                                                   | Église prieurale Notre-Dame de Vizille |
| Église Saint-Bruno de Voiron                                              | Voiron                                              |                                                             | 45° 22′ 02″ nord, 5° 35′ 31″ est                            | « PA00132951 »                                              | Classé                                                      | 2007 2022                                                   | Église Saint-Bruno de Voiron |
| Monument aux morts de Voiron                                              | Voiron                                              |                                                             | 45° 21′ 39″ nord, 5° 35′ 28″ est                            | « PA38000040 »                                              | Inscrit                                                     | 2019                                                        | Image manquante Téléverser |
| Château de Voissant                                                       | Voissant                                            |                                                             | 45° 29′ 06″ nord, 5° 42′ 43″ est                            | « PA00117358 »                                              | Inscrit                                                     | 1983                                                        | Château de Voissant |
| Abbaye Notre-Dame-de-Chalais                                              | Voreppe                                             |                                                             | 45° 17′ 34″ nord, 5° 40′ 33″ est                            | « PA00117359 »                                              | Inscrit                                                     | 1974                                                        | Abbaye Notre-Dame-de-Chalais |
| Château de Siéyès                                                         | Voreppe                                             |                                                             | 45° 17′ 49″ nord, 5° 38′ 15″ est                            | « PA00117360 »                                              | Classé Inscrit                                              | 1980                                                        | Château de Siéyès |
| Église Saint-Didier de Voreppe                                            | Voreppe                                             |                                                             | 45° 17′ 52″ nord, 5° 38′ 16″ est                            | « PA00132952 »                                              | Inscrit                                                     | 1994                                                        | Église Saint-Didier de Voreppe |
| Église dans le cimetière de Voreppe                                       | Voreppe                                             | Cimetière                                                   | 45° 17′ 52″ nord, 5° 38′ 16″ est                            | « PA00117361 »                                              | Classé                                                      | 1908                                                        | Église dans le cimetière de Voreppe |

## Anciens monuments historiques
| Monument                                  | Commune                    | Coordonnées                      | Notice         | Protection                                                                        | Date | Illustration               |
| ----------------------------------------- | -------------------------- | -------------------------------- | -------------- | --------------------------------------------------------------------------------- | ---- | -------------------------- |
| Grange de Morina                          | Saint-Pierre-de-Chartreuse | à géolocaliser                   | « PA00117264 » | Inscription abrogée par arrêté du 1er juillet 2011                                | 1987 | Image manquante Téléverser |
| Haut-fourneau de Saint-Vincent-de-Mercuze | Saint-Vincent-de-Mercuze   | 45° 23′ 03″ nord, 5° 57′ 15″ est | « PA00118111 » | Inscription annulée par le tribunal administratif de Grenoble le 10 novembre 1993 | 1989 | Image manquante Téléverser |